# Lasse Berg
Lars Edde Berg, känd som Lasse Berg, född 1 juli 1943 i Sundsvall i Västernorrlands län, är en svensk författare, journalist och dokumentärfilmare. 

## Biografi
Berg är uppvuxen i Båstad. Han började sin yrkesbana som flygande meteorolog och tjänstgjorde på F 11 i Nyköping. Han har avlagt filosofie kandidatexamen i nationalekonomi och statskunskap. Han har rapporterat från Asien sedan 1960-talet och varit bosatt i Afrika sedan början av 1980-talet. Under 1970-talet skrev Lasse Berg tillsammans med sin dåvarande hustru Lisa Berg om världsläget.
Berg har varit värd för Sveriges Radio P1:s radioprogram Sommar somrarna 2000, 2003, 2009 samt 2024.
Han levde 1965–1980 med författarkollegan Lisa Berg Ortman  och sedan 1980 med Ingrid Löfström Berg (född 1948). I  boken Ändå inte försvunnen : om sorg, tröst och att vara människa skildrar han sorgearbetet efter dottern Linda Bergs död i en olycka.